# Novosedlice
Novosedlice (deutsch Weißkirchlitz) ist eine Gemeinde im Ústecký kraj in Tschechien.

## Geographie

### Geographische Lage
Novosedlice liegt zwei Kilometer nördlich des Stadtzentrums von Teplice und gehört zum gleichnamigen Okres Teplice. Das Dorf liegt rechtsseitig des Flüsschens Bystřice (Flößbach) am Fuße des Erzgebirges im Nordböhmischen Becken. Nördlich befindet sich die stillgelegte Braunkohlenzeche Jaroslav.

### Gemeindegliederung
Für die Gemeinde Novosedlice sind keine Ortsteile ausgewiesen.

### Nachbargemeinden
Nachbarorte sind Drahůnky im Norden, Proboštov im Nordosten, Trnovany im Südosten, Teplice im Süden, Řetenice und Újezdeček im Südwesten, Lesní Brána und Pozorka im Westen sowie Bystřice im Nordwesten.

### Nachbarorte
| Dubí (Eichwald) |                                             | Proboštov (Probstau) |
|                 | Kompassrose, die auf Nachbargemeinden zeigt |                      |
|                 | Teplice (Teplitz-Schönau)                   |                      |

## Geschichte
Alten Überlieferungen zufolge soll sich bereits 1126 am rechten Ufer der Bystřice der Hof Neusiedel befunden haben. Die erste urkundliche Erwähnung erfolgte 1352 als Bausandof. Schon zu dieser Zeit war der Ort ein Pfarrdorf. Der Name des Dorfes ist später als Bohosudov und mit dem deutschen Namen Weißkirchlitz überliefert. Der Ort ist nicht mit dem Krupkaer Ortsteil Bohosudov zu verwechseln. Die Existenz der Kirche St. Valentin ist seit 1384 belegt.
Der Ort war Teil der Herrschaft Teplice, zu deren Besitzern bis zum Dreißigjährigen Krieg die Grafen Kinsky gehörten. 1634 erhielt Johann von Aldringen die Güter, die nach dessen Tod an das Haus Clary-Aldringen übergingen. Bis ins 19. Jahrhundert war Weißkirchlitz ein landwirtschaftliches Dorf. An der Bystřice wurden fünf Mühlen betrieben. Die unterhalb des Louisenfelsens gelegene Schweizermühle wurde später zu einem Ausflugslokal in dem im Auftrag von Louise Radziwill, geborene Clary-Aldringen, gestalteten Landschaftspark zwischen Weißkirchlitz und Wistritz, nördlich des Kurbades Töplitz. Nach der Aufhebung der Patrimonialherrschaften wurde Weißkirchlitz 1850 zu einer selbstständigen Gemeinde im Bezirk Töplitz. Zu dieser Zeit hatte das Dorf, in dem Tschechen und Deutsche lebten, 124 Einwohner.
In der zweiten Hälfte des 19. Jahrhunderts wandelte sich mit der beginnenden Industrialisierung der Charakter des Ortes. 1853 entstand die Papierfabrik Purkert. Später kamen eine Fettfabrik, Taschenfabrik, Ziegelei und ein Unternehmen für Küchenutensilien hinzu. 1871 nahm die Dux-Bodenbacher Eisenbahn den Betrieb auf der Strecke Bodenbach-Ossegg auf. Jedoch rollten die Züge ohne Halt durch Weißkirchlitz, die nächsten Stationen waren Rosenthal/Vrchoslav und der Bahnhof Teplitz Waldthor/Teplice Lesní brána. Nach der Verstaatlichung der Dux-Bodenbacher Bahngesellschaft erhielt Weißkirchlitz 1895 eine eigene Bahnstation. Im selben Jahre nahm auch die elektrische Schmalspurbahn zwischen den Kurbädern Teplitz und Eichwald, die über Weißkirchlitz und Zuckmantel/Pozorka führte, den Betrieb auf. Nach dem Münchner Abkommen erfolgte 1938 die Angliederung an das Deutsche Reich. 1939 lebten in der Gemeinde im Landkreis Teplitz-Schönau 3.901 Menschen.
Nach dem Zweiten Weltkrieg bestand die Bevölkerung überwiegend aus Arbeitern der Industriebetriebe, die Landwirtschaft spielte nur noch eine untergeordnete Rolle. 1947 wurde Novosedlice im Zuge der geplanten Schaffung eines „Groß“-Teplice als Stadtteil Teplice 5 in die Bezirksstadt eingemeindet. 1954 wurden die Pläne für „Velká Teplice“ aufgegeben und Novosedlice erhielt seine Selbstständigkeit zurück.
Die elektrische Straßenbahn Teplice–Dubí stellte 1959 den Verkehr ein und wurde zunächst durch Autobusse, ab 1962 dann durch eine Trolleybuslinie über Teplice nach Trnovany ersetzt. Am 31. Dezember 1995 erfolgte die Einstellung des Trolleybusverkehrs.

## Einwohnerentwicklung
| Jahr | Einwohnerzahl |
| ---- | ------------- |
| 1869 | 363           |
| 1880 | 585           |
| 1890 | 1249          |
| 1900 | 3307          |
| 1910 | 4842          |

| Jahr | Einwohnerzahl |
| ---- | ------------- |
| 1921 | 4642          |
| 1930 | 4556          |
| 1950 | 3076          |
| 1961 | 3191          |
| 1970 | 2716          |

| Jahr | Einwohnerzahl |
| ---- | ------------- |
| 1980 | 2491          |
| 1991 | 1986          |
| 2001 | 2154          |
| 2011 | 2215          |

## Kultur und Sehenswürdigkeiten
- Kirche St. Valentin, das Bauwerk wurde 1710–1711 durch den Teplitzer Baumeister Christian Lagler neu gestaltet.

## Söhne und Töchter der Gemeinde
- Gustav Münzberger (1903–1977), SS-Unterscharführer, an der „Aktion T4“ sowie der „Aktion Reinhardt“ im Vernichtungslager Treblinka beteiligt
- Bruno C. Schestak (1903–1950), Komponist und Dirigent
- Wilhelm Schmidt (1903–1955), sudetendeutscher Kommunalpolitiker und Funktionär der Nationalsozialistischen Deutschen Arbeiterpartei (NSDAP)
- Medardus Höbelt (1914–2011), Musiker, Maler, Kirchenraumgestalter